# Abborrtjärnen (Lidens socken, Medelpad, 697387-154831)
Abborrtjärnen är en sjö i Sundsvalls kommun i Medelpad och ingår i Indalsälvens huvudavrinningsområde.